# گرگ آفریقا
گرگ آفریقا (نام علمی: Xenocyon lycaonoides) نام یک گونه از تیره سگ‌سانان است.